# American Independent Business Alliance
American Independent Business Alliance (krócej AMIBA) – amerykańska organizacja non-profit, reprezentująca lokalne niezależne przedsiębiorstwa.
AMIBA z siedzibą w Bozeman, w Montanie, została założona przez Jeffa Milchena i Jennifer Rockne w 2001. Milchen i Rockne byli wcześniej pracownikami spółki Boulder Independent Business Alliance w Kolorado.